# Agia Paraskevi (Cypern)
Agia Paraskevi är en cypriotisk-ortodox kyrka i byn Geroskípou på Cypern.
Kyrkan, som är uppkallad efter den kristna martyren 
Agia Paraskevi, är en av endast två kyrkobyggnader i byzantinsk stil på Cypern. Den byggdes i mitten av 800-talet och är uppdelad i tre skepp och har fem kupoler.

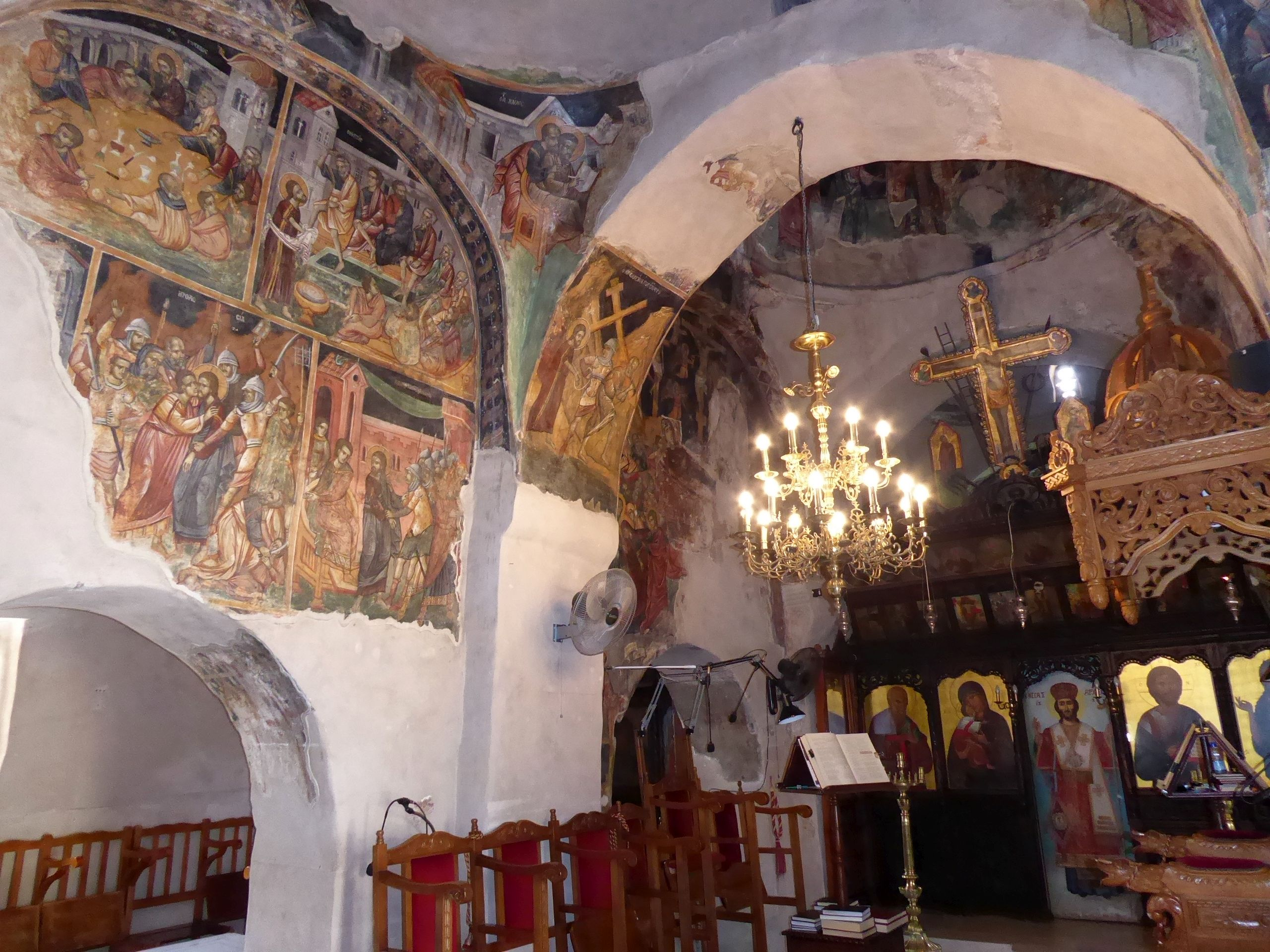
Interiör.

Interiören är dekorerad med frescomålningar från 1100- och 1400-talet.